# Rakai (district)
Rakai is een district in de regio Central van Oeganda. Het district is vernoemd naar de hoofdstad en telde in 2020 naar schatting 317.700 inwoners. Het district grenst in het zuiden aan Tanzania.
In 2017 werd het district opgesplitst en werd onder andere het district Kyotera opgericht. Rakai is opgedeeld in een town council (Rakai) en tien sub-county's. 
Rakai staat bekend als het district waar hiv het eerst is gesignaleerd in Oeganda en waar hiv ook ernstig heeft toegeslagen. De overheid van Oeganda wil in Rakai hun eerste vrijhandelszone oprichten.

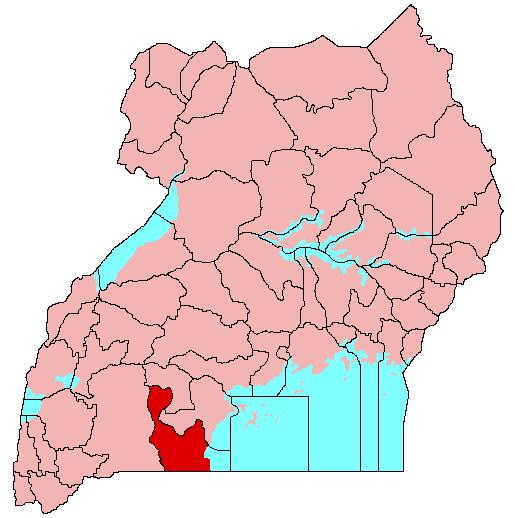
Het district voor het in 2017 werd opgesplitst